# The Low Spark of High Heeled Boys
The Low Spark of High Heeled Boys — пятый студийный альбом британской рок-группы Traffic, записанный в сентябре 1971 года и выпущенный в ноябре того же года лейблом Island Records в Великобритании и США и лейблом Polydor Records в Канаде.
Альбом вскоре стал золотым, а со временем — платиновым. Занял 625-е место в книге Колина Ларкина «1000 лучших альбомов всех времён». В марте 2002 года ремастирован и переиздан с добавлением одного бонус-трека.

## История создания
В начале 1970 года группа воссоединилась после распада в составе трио Стив Уинвуд — Джим Капальди — Крис Вуд и записала свой четвёртый альбом John Barleycorn Must Die. В 1971 году состав группы был увеличен в два раза, причём среди новых участников появились такие известные музыканты, как Рик Греч (бывший коллега Уинвуда в Blind Faith) и Джеймс Гордон.
В новом составе группа выпустила концертный альбом Welcome to the Canteen (сентябрь 1971) и пятый студийный альбом The Low Spark of High Heeled Boys (ноябрь 1971), быстро ставший золотым, а позднее и платиновым. Однако в конце 1971 года Греч и Гордон покинули группу, и им на смену пришли другие музыканты.
Оформлением обложки альбома занимался британский художник Тони Райт.

## Восприятие
Мнения современников о новой работе музыкантов разделились диаметрально. На их родине журналист New Musical Express Тони Стюарт был крайне разочарован услышанным. По его мнению, композиции диска были слишком затянуты, а их развитие не было логичным и не оставляло ощущения завершённого произведения. «Они просто начинаются, уступают место вокалу и соло, а затем затухают», — писал он. Тем не менее он просил читателей не списывать со счетов ансамбль, отдавая дань исполнительскому мастерству его участников. В то же время за океаном пластинку восприняли совсем иначе. Редакция Record World назвала музыку Traffic многомерной, очень джазовой, очень терпкой и очень интересной, а Billboard просто пришёл к выводу, что «это их лучший альбом на сегодняшний день по плавности и утончённости».

## Список композиций
| №  | Название                            | Автор(ы)                   | Длительность |
| -- | ----------------------------------- | -------------------------- | ------------ |
| 1. | «Hidden Treasure»                   | Стив Уинвуд, Джим Капальди | 4:11         |
| 2. | «The Low Spark of High Heeled Boys» | Стив Уинвуд, Джим Капальди | 11:41        |
| 3. | «Light Up or Leave Me Alone»        | Джим Капальди              | 4:48         |

| №                   | Название                 | Автор(ы)                   | Длительность |
| ------------------- | ------------------------ | -------------------------- | ------------ |
| 4.                  | «Rock & Roll Stew»       | Рик Греч, Джим Гордон      | 4:23         |
| 5.                  | «Many a Mile to Freedom» | Стив Уинвуд, Анна Капальди | 7:16         |
| 6.                  | «Rainmaker»              | Стив Уинвуд, Джим Капальди | 7:52         |
| Общая длительность: | Общая длительность:      | Общая длительность:        | 40:11        |

| №  | Название                       | Автор(ы)              | Длительность |
| -- | ------------------------------ | --------------------- | ------------ |
| 7. | «Rock & Roll Stew Parts 1 & 2» | Рик Греч, Джим Гордон | 6:07         |

## Участники записи
- Стив Уинвуд — вокал (треки 1, 2, 5, 6), гитара, клавишные
- Джим Капальди — вокал (треки 3, 4), перкуссия, бэк-вокал (трек 6)
- Крис Вуд — флейта, саксофон
- Рик Греч — бас-гитара, скрипка
- Джим Гордон — ударные
- Ребоп Кваку Баах[англ.] — перкуссия

а также
- Майк Келли — ударные (трек 6)[17]

## Позиции в хит-парадах и коммерческие показатели
| Хит-парад (1971—1972)         | Высшая позиция | Пребывание в чарте |
| ----------------------------- | -------------- | ------------------ |
| Австралия (Kent Music Report) | 38             | нет данных         |
| Канада (RPM Albums Chart)     | 17             | 24 недели          |
| США (Billboard Top LPs)       | 7              | 30 недель          |
| ФРГ (Offizielle Top 100)      | 48             | 1 неделя           |

| Регион                                                      | Сертификация | Продажи    |
| ----------------------------------------------------------- | ------------ | ---------- |
| США (RIAA)                                                  | Платиновый   | 1 000 000^ |
| ^ Данные о тиражах приведены только на основе сертификации. |              |            |